# Klaus Groth (Unternehmer)
Klaus Groth (* 12. März 1938) ist ein deutscher Immobilienunternehmer.

## Leben
Der aus Glücksburg (Ostsee) stammende Bauunternehmer kam 1980 nach West-Berlin. Besonders in den 1980er und 1990er Jahren tätigte er große Investitionen in Berlin.
Die Groth-Gruppe (Groth Development GmbH & Co. KG) ist Klaus Groths Immobilienentwicklungsunternehmen. 1997 machte sein Unternehmen Groth + Graalfs (G+G) einen Umsatz von rund 400 Millionen DM.
Klaus Groth ist zudem Inhaber der VHB Grundstücksverwaltung und Beteiligung GmbH & Co. KG mit Sitz in Berlin. Die VHB gab 2017 als Parteispende 100.000 Euro an die CDU, deren Mitglied Groth ist. Wegen sogenannter gestückelter Spenden gab es Unruhe. Groth ist einer der Stifter der Stiftung Zukunft Berlin.

## Projekte (Auswahl)
- Bundeszentrale der CDU, Berlin-Tiergarten
- Karow-Nord
- Mauerpark
- Lentzeallee, Berlin-Schmargendorf
- Mittenmang, Berlin-Moabit, Lehrter Straße[6]
- Speicherstadt in Potsdam[7]
- Voltaireweg, Potsdam
- Wohnresidenz im Diplomatenpark, Berlin-Tiergarten
- KunstCampus, Berlin-Moabit[8]
- Beuthstraße, Berlin-Mitte
- Köbis-Dreieck, Berlin-Tiergarten (z. B. Hofjäger-Palais)
- Gleimstraße, Berlin-Gleimviertel
- Lichterfelde-Süd
- Grunewald